# Marcèvol

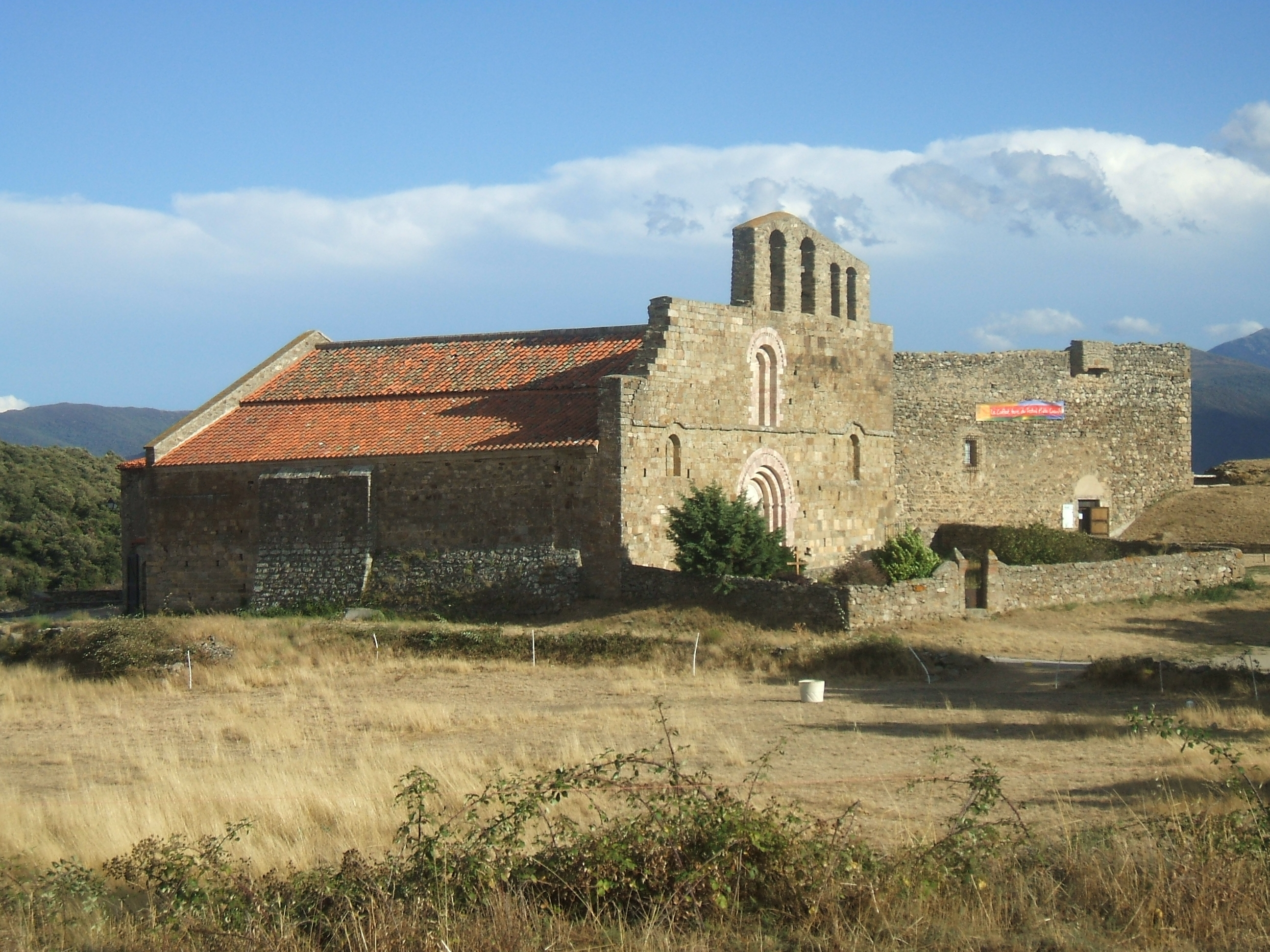
El priorat de Santa Maria de Marcèvol

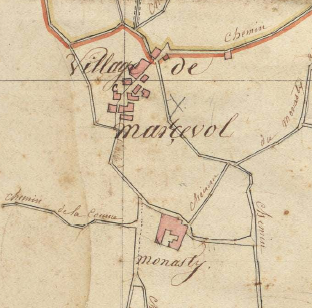
Marcèvol en el Cadastre napoleònic del 1812 (Arxius Departamentals dels Pirineus Orientals)

Marcèvol ([mər'seβul] i [mər'seβu], en francès Marcevol) és un poble, antiga comuna independent, del terme comunal d'Arboçols, a la comarca del Conflent (Catalunya del Nord).
La comuna de Marcèvol havia estat creada el 1790, i va conservar la seva independència municipal fins al 1822, any en què fou agregada a la d'Arboçols.
El poble, i l'antic terme, està situat a l'est del terme municipal, al voltant de l'església parroquial de Santa Maria de les Grades.
Al sud i a prop del poble hi ha el priorat de Santa Maria de Marcèvol. El priorat és un monestir romànic fundat per l'Orde del Sant Sepulcre el segle xii.

## Etimologia
Segons Coromines, el topònim Marcèvol és evident que prové del nom de la planta helleborus festidus, nom científic del marxívol o manxiula, una planta medicinal, el nom de la qual ve del llatí marcĭbĭlis.

## Història

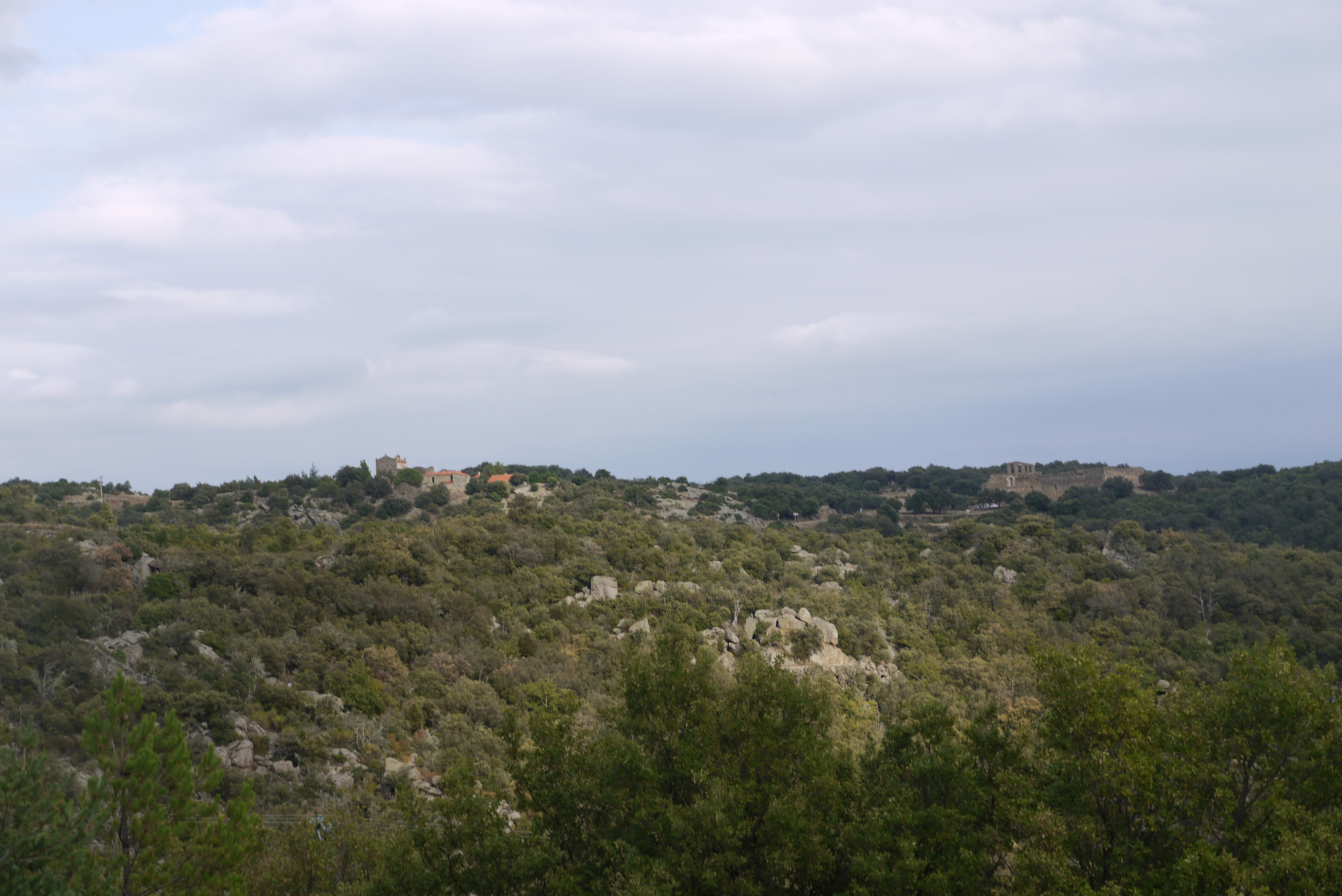
Marcèvol, amb el priorat a la dreta, des d'Arboçols

Marcèvol està documentat des del 1011, en un document on consta com a alou de Sant Martí del Canigó, i torna a aparèixer en nombrosos documents al llarg de tota l'edat mitjana, amb diverses formes, pel que fa al topònim: Marceval, Marcivolo, Marciuoll... El priorat de Santa Maria de Marcèvol fou fundat com a comunitat de canonges de l'Orde del Sant Sepulcre l'any 1129, i la seva primera seu fou l'actual església de Santa Maria de les Grades; entre 1142 i 1164 es construí la nova seu del priorat, Santa Maria de Marcèvol i l'església de les Grades passà a ser la parroquial del poble que s'havia anat formant a redós seu. Actualment formen la població una vintena de cases.

## Demografia

### Demografia antiga
La població està expressada en nombre de focs (f) o d'habitants (h)
| 11 f | 12 f | 9 f | 2 f | 4 f | 6 f | 59 h | 8 f |

### Demografia contemporània
| Evolució de la població |      |      |      |      |      |      |      |
| 1793                    | 1794 | 1795 | 1796 | 1800 | 1804 | 1806 | 1820 |
| 4 f                     | 8 f  | 43   | 41   | 44   | 43   | 37   | 56   |

Fonts: Ldh/EHESS/Cassini fins al 1999, després INSEE a partir deL 2004

## Llocs d'interès
- El priorat de Santa Maria de Marcèvol, construcció romànica
- L'església, antigament parroquial, de Santa Maria de les Grades.